# Cabeço do Coiro
O Cabeço do Coiro é uma elevação portuguesa localizada no concelho da Madalena, ilha do Pico, arquipélago dos Açores.
Este acidente geológico tem o seu ponto mais elevado a 932 metros de altitude acima do nível do mar. Nas proximidades desta formação localiza-se o Cabeço do Alveriano, o Cabeço da Brindeira e o Curral da Serra.